# 東行田站

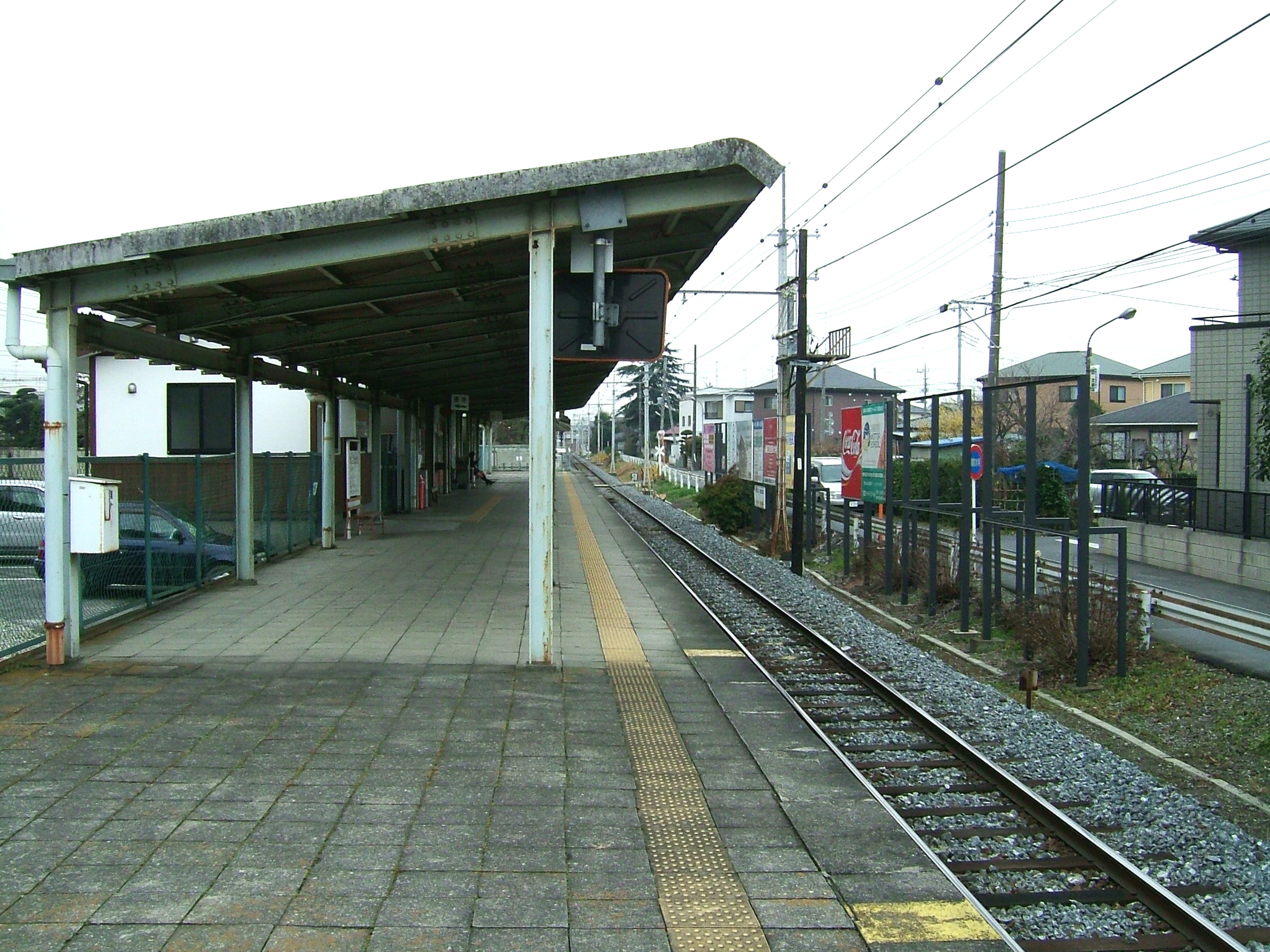
月台（2008年1月）

東行田站（日语：／ Higashi-Gyōda eki */?）是位於埼玉縣行田市櫻町二丁目23番12號，秩父鐵道的秩父本線車站。

## 歷史
- 1932年（昭和7年）11月20日 - 車站啟用。

## 車站構造
此站是地面車站，設有1面1線的單式月台。
此站是由熊谷站管理的業務委託車站。車站職員當值時間為平日6:20～20:50，星期六日7:00～20:00。通常只有1名職員當值。在高校生上學和放學時時候，會設有2名職員當值進行檢票業務。與其他秩父鐵道車站相同，此站不可使用PASMO、Suica等IC卡（不可使用IC卡從其他公司路線乘車至此站）。在通過檢票口時，必需展示車票。
車站大樓鄰接月台。檢票口內設有多功能廁所（可供人工肛門對應設備之使用者使用），但是只於車站職員當值時間才可使用（在廁所入口設有使用時間）。在檢票口外設有候車室（沒有空調設備），該處沒有檢票口。另外，此站沒有商店，於檢票口外設有新聞和飲品自動販賣機。檢票口和月台之間設有樓梯和斜道，沒有扶手電梯和電梯。
與其他秩父鐵道（主要站除外）相同，在列車進站、到達後與發車前均不會播放發車音樂和廣播。月台兩端鄰接平交道，因此當車站進站時，會在月台聽到警報聲，以可得悉列車進站中。
在2013年3月16日時間表修正中，於早上5時時段設有從此站出發前往三峰口的首班列車，於晚上11時秩父鐵道尾班車會以此站為終點站，由於信號設備限制，此站列車不可以折返。在尾班車到達此站後，列車會以不載客列車繼續前往武州荒木站內的待避線，然後折返往熊谷方向，回到熊谷站。在首班車方面，不載客列車會從熊谷站前往武州荒木站內的待避線，然後折返前往此站，並開始載客。

## 使用狀況
在2017年度車站乘車人次中，於秩父本線35站內排名第5位。由於車站位於住宅區內，以及鄰近行田工業團地、埼玉縣立進修館高等學校、埼玉縣立綜合教育中心、Hello Work行田、行田勞動基準監督署和縣土整備事務所，因此有較多乘客使用此站。在繼轉乘車站（羽生、熊谷、寄居、御花畑）後，此站最多人使用。
以下為1日平均乘車人次列表。
| 年度               | 1日平均 乘車人次 |
| ------------------ | ---------------- |
| 1999年（平成11年） | 1,686            |
| 2000年（平成12年） | 1,637            |
| 2001年（平成13年） | 1,577            |
| 2002年（平成14年） | 1,490            |
| 2003年（平成15年） | 1,377            |
| 2004年（平成16年） | 1,354            |
| 2005年（平成17年） | 1,280            |
| 2006年（平成18年） | 1,202            |
| 2007年（平成19年） | 1,193            |
| 2008年（平成20年） | 1,211            |
| 2009年（平成21年） | 1,199            |
| 2010年（平成22年） | 1,197            |
| 2011年（平成23年） | 1,237            |
| 2012年（平成24年） | 1,246            |
| 2013年（平成25年） | 1,250            |
| 2014年（平成26年） | 1,258            |
| 2015年（平成27年） | 1,222            |
| 2016年（平成28年） | 1,214            |
| 2017年（平成28年） | 1,217            |
| 2018年（平成29年） | 1,200            |

## 車站周邊
站前沒有餐廳和便利店。站前沒有的士等客，車站內設有的士公司電話號碼以便電招的士。
- 埼玉縣立進修館高等學校（日语：埼玉県立進修館高等学校）
- 行田市立長野中學
- 行田市立櫻丘小學
- 行田勞動基準監督署
- 埼玉縣立綜合教育中心（日语：埼玉県立総合教育センター）
- 行田櫻町郵局
- 行田中央綜合醫院
- 行田市保健中心
- Hello Work（日语：ハローワーク）行田
- 行田縣土整備事務所
- 埼玉縣道128號熊谷羽生線（日语：埼玉県道128号熊谷羽生線）（浮城通／前國道125號）
- 埼玉縣道7號佐野行田線（日语：栃木県道・群馬県道・埼玉県道7号佐野行田線）
- 橫田酒造
- 酒卷引水道
- 玉野用水

### 巴士路線
- 行田市內循環巴士（日语：行田市内循環バス）「東行田站前」巴士站（於站前的埼玉縣道7號佐野行田線上）
  - 北東循環
- 朝日巴士（日语：朝日自動車）「櫻町」巴士站和「長野迴旋處」巴士站（在縣道7號佐野行田線向南步行5分鐘，於縣道128號熊谷羽生線國道上）
  - 經前谷前往吹上站／經佐間前往吹上站
  - 前往行田折返處／前往綜合教育中心／前往工業團地

## 相鄰車站
秩父鐵道
秩父本線
急行「秩父路」
通過
普通
武州荒木－東行田－行田市

## 注腳
1. ↑  埼玉県統計年鑑より算出 （页面存档备份，存于）（日語）

## 外部連結
- 車站情報 東行田站（秩父鐵道） （页面存档备份，存于）（日語）